# Robbie Gee
Robbie Gee (nacido el 24 de marzo de 1970) es un actor británico, mejor conocido por su personaje de Desmond "Lee Stanley", por aparecer en la película criminal Snatch de Guy Ritchie y por sus papeles de comedia en series de televisión como The Real McCoy y The Crouches. También apareció en la película Mean Machine, interpretando a "Trojan", Piratas del Caribe como "Shrimper", Underworld como "Kahn" y Dead Man Running como Curtis (junto a 50 Cent).
Robbie es miembro fundador de GeeStor y, junto con Eddie Nestor, forma la mitad de un dúo cómico. Juntos, han escrito para televisión y han presentado eventos musicales.

## Hosting
Fue anfitrión, junto a Eddie Nestor, del show benéfico anual "East Meets West" de la Imperial College Indian Society en 2007 y 2008.

## Filmografía

### Películas
| Año  | Título                                     | Papel                  | Notas                   |
| ---- | ------------------------------------------ | ---------------------- | ----------------------- |
| 1998 | In a Blue Room                             | Mike                   | Película                |
| 1999 | Greenwich Mean Time                        | Ricky                  | Película                |
| 2000 | Snatch                                     | Vinny                  | Película                |
| 2001 | Dream                                      | Greg                   | Película                |
| 2001 | Mike Bassett: England Manager              | Smallsy                | Película                |
| 2001 | South West 9                               | Jel                    | Película                |
| 2001 | Mean Machine                               | Trojan                 | Película                |
| 2003 | Underworld                                 | Kahn                   | Película                |
| 2004 | Rescate al límite                          | Lewis Morton           | Película                |
| 2005 | Alta sociedad                              | Ricky                  | Película                |
| 2006 | Rollin' with the Nines                     | Pushy                  | Película                |
| 2006 | Pirates of the Caribbean: Dead Man's Chest | Shrimper – Montage     | Película                |
| 2006 | Life and Lyrics                            | Skool D                | Película                |
| 2007 | Deadmeat                                   | Stan                   | Película                |
| 2008 | Cass                                       | Marlon                 | Película                |
| 2008 | Hush                                       | Chimponda              | Película                |
| 2009 | Dead Man Running                           | Curtis                 | Película                |
| 2010 | Bad Day                                    | Benjamin Radcliffe     | Película                |
| 2010 | Shank                                      | Beano                  | Película                |
| 2010 | Brucie                                     |                        | Cortometraje            |
| 2014 | Plastic                                    | Mr X                   | Película                |
| 2014 | Shadow Man                                 | Albert                 | Cortometraje            |
| 2016 | The Habit of Beauty                        | PC Mansell             | Película                |
| 2016 | The Intent                                 | Pastor Sam             | Película, sin acreditar |
| 2017 | Paddington 2                               | Mr Barnes              | Película                |
| 2018 | Walk Like a Panther                        | Zulu Dawn              | Película                |
| 2018 | Haircut                                    | Jimmy                  | Cortometraje            |
| 2019 | Military Wives                             | Red                    | Película                |
| 2020 | Alex Wheatle                               | Simeon                 | Película                |
| 2021 | Liga de la Justicia de Zack Snyder         | Líder de la Task Force | Película                |
| 2021 | The Kindred                                | Detective Shepherd     | Película                |
| 2021 | Boxing Day                                 | Bilal                  | Película                |
| 2022 | Three Day Millionaire                      | Wheezy                 | Película                |

### Televisión
| Año       | Título                       | Papel                                        | Notas                                   |
| --------- | ---------------------------- | -------------------------------------------- | --------------------------------------- |
| 1989      | The Firm                     | Snowy                                        | Película de televisión                  |
| 1989      | Saracen                      | Fanzu                                        | 1 episodio                              |
| 1989–1990 | The Manageress               | Tony Morris                                  | 8 episodios                             |
| 1992      | Underbelly                   | Jason                                        |                                         |
| 1992      | In Sickness and in Health    | Jugador de fútbol                            | 1 episodio                              |
| 1994      | Anna Lee                     | Jon                                          | 1 episodio                              |
| 1989–1994 | Desmond's                    | Lee Stanley                                  | 52 episodios                            |
| 1995      | Pie in the Sky               | D.C. Macnab                                  | 1 episodio                              |
| 1991–1996 | The Real McCoy               | Varios                                       | 22 episodios                            |
| 1996      | Thief Takers                 | Dalton McQuarrie                             | 1 episodio                              |
| 1998      | In Exile                     | Bobo                                         | 1 episodio                              |
| 1999      | Days Like These              | Martin                                       | 1 episodio                              |
| 1999      | Comin' Atcha!                | Thomas                                       | 1 episodio                              |
| 1999      | Roger Roger                  | Riley                                        | 1 episodio                              |
| 2000      | The Vice                     | Maxwell                                      | 2 episodios                             |
| 2000      | Little Richard               | Boss Man                                     | Película de televisión, como Robert Gee |
| 2000      | Blouse and Skirt             | Himself                                      | 4 episodios                             |
| 2001      | So What Now?                 | Bish                                         | 1 episodio                              |
| 2001      | Kommissarie Winter           | Frankie                                      | 2 episodios                             |
| 2002      | Dream Team                   | Linton Alexander                             | 17 episodios                            |
| 2003      | Buried                       | Brewster Woolnough                           | 1 episodio                              |
| 2003–2005 | The Crouches                 | Roly Crouch                                  | 12 episodios                            |
| 2005      | Twisted Tales                | Harry Travis                                 | 1 episodio                              |
| 2006      | Ultimate Force               | Monty                                        | 1 episodio                              |
| 2006      | Prime Suspect                | DI Traynor                                   | 2 episodios                             |
| 2007      | Murphy's Law                 | DCS Atwood                                   | 3 episodios                             |
| 2007      | Blue Murder                  | Colin Kent                                   | 1 episodio                              |
| 2008      | The Fixer                    | Elviss Gilroy                                | 1 episodio                              |
| 2009      | Being Danny's Dire           | Martino Roccos                               | Película de televisión                  |
| 1997–2009 | EastEnders                   | Dexter/Thomas                                | 5 episodios                             |
| 1989–2010 | The Bill                     | Claude Henry/Martin Wendell/Regis St. Claire | 3 episodios                             |
| 2010      | Doctors                      | Gaz Burnham                                  | 1 episodio                              |
| 2010      | Law & Order: UK              | Jackson Marshall                             | 1 episodio                              |
| 2011      | Above Suspicion              | Silas Roach                                  | 2 episodios                             |
| 2004–2011 | Holby City                   | Bob Weaver/Doug Stewart/Marty Pope           | 3 episodios                             |
| 2011      | The Fades                    | Armstrong                                    | 6 episodios                             |
| 2011      | Crimen en el paraíso         | Renward                                      | 1 episodio                              |
| 2011–2012 | Sadie J                      | Gary Gilmott                                 | 2 episodios                             |
| 2013      | Power to the People          | Snoops                                       | 1 episodio                              |
| 2011–2014 | Young Dracula                | Ramanga                                      | 9 episodios                             |
| 2014      | Power to the People          | Snoops                                       | Película de televisión                  |
| 2014      | Babylon                      | Darren                                       | 1 episodio                              |
| 2015      | Cuffs                        | Graham Webb                                  | 8 episodios                             |
| 2016      | Guilt                        | Pike                                         | 10 episodios                            |
| 2015–2017 | The Frankenstein Chronincles | Billy Oates                                  | 6 episodios                             |
| 2018–2019 | Berlin Station               | Kayode Adeyemi                               | 5 episodios                             |
| 2019      | The Mallorca Files           | Freddie Case                                 | 1 episodio                              |
| 2020      | Bulletproof                  | Glenmore                                     | 1 episodio                              |
| 2021      | Motherland                   | Garry                                        | 4 episodios                             |
| 2021      | Sliced                       |                                              | 1 episodio                              |
| 2021      | This Way Up                  | DJ Dis-Day                                   | 1 episodio                              |
| 2021      | Silent Witness               | Glen Scowcroft                               | 1 episodio                              |
| 2022      | Agatha Raisin                | Terry Miller                                 | 1 episodio                              |
| 2022      | Murder in Provence           | Max Audigier                                 | 1 episodio                              |
| 2023      | Extraordinary                | Ian, el padrastro de Jen                     |                                         |